# Give My Regards to Broad Street
《Give My Regards to Broad Street》는 폴 매카트니의 음반으로 동명의 1984년 영화의 사운드트랙 음반이다. 음반은 영국 차트에 1위까지 오른다. 리드 싱글 〈No More Lonely Nights〉는 BAFTA와 골든 글로브상에 후보로 올랐다.

## 곡 목록
특별한 표기가 없는 한 모든 곡은 폴 매카트니 작곡이다.
| CD 트랙 | 카세트 트랙 | LP 트랙 | 제목                                        | CD 재생 시간 | LP 재생 시간 | 비고                                                                                               |
| 1       | A1          | A1      | 〈No More Lonely Nights (발라드)〉          | 5:13         | 4:42         | 데이비드 길모어의 리드 기타 수록                                                                   |
| 2       | A2          | A2      | 〈Good Day Sunshine〉                       | 2:33         | 1:49         | (레논-매카트니) 비틀즈 음반 《Revolver》의 오리지널 버전                                           |
| 2       | A3          | A3      | 〈Corridor Music〉                          | 2:33         | 0:19         | |
| 3       | A4          | A4      | 〈Yesterday〉                               | 1:43         | 1:43         | (레논-매카트니) 비틀즈 음반 《Help!》의 오리지널 버전                                              |
| 4       | A5          | A5      | 〈Here, There and Everywhere〉              | 1:43         | 1:45         | (레논-매카트니) 비틀즈 음반 《Revolver》의 오리지널 버전                                           |
| 5       | A6          | A6      | 〈Wanderlust〉                              | 4:07         | 2:48         | 솔로 음반 《Tug of War》의 오리지널 버전                                                           |
| 6       | A7          | A7      | 〈Ballroom Dancing〉                        | 4:51         | 4:35         | 존 폴 존스의 베이스 기타 수록, 솔로 음반 《Tug of War》의 오리지널 버전                            |
| 7       | A8          | A8      | 〈Silly Love Songs〉                        | 5:27         | 4:31         | 윙스 음반 《Wings at the Speed of Sound》의 오리지널 버전                                          |
| 7       | A9          | B1      | 〈Silly Love Songs (reprise)〉              | 5:27         | 0:36         | |
| 8       | A10         | B2      | 〈Not Such a Bad Boy〉                      | 3:29         | 3:19         | |
| 9       | B1          | –       | 〈So Bad〉                                  | 3:25         | –            | 솔로 음반 《Pipes of Peace》의 오리지널 버전                                                       |
| 10      | B2          | B3      | 〈No Values〉                               | 4:12         | 4:13         | 《No More Lonely Nights (ballad reprise)》는 1993년 CD 리마스터에 No Values라고 잘못 기재되어 있다 |
| 11      | B3          | B4      | 〈No More Lonely Nights (ballad reprise)〉  | 2:12         | 0:13         | 《No More Lonely Nights (ballad reprise)》는 1993년 CD 리마스터에 No Values라고 잘못 기재되어 있다 |
| 11      | B4          | B5      | 〈For No One〉                              | 2:12         | 1:58         | (레논-매카트니) 비틀즈 음반 《Revolver》의 오리지널 버전                                           |
| 12      | B5          | B6      | 〈Eleanor Rigby〉                           | 9:10         | 2:07         | (레논-매카트니) 비틀즈 음반 《Revolver》의 오리지널 버전                                           |
| 12      | B5          | B7      | 〈Eleanor's Dream〉                         | 9:10         | 1:01         | |
| 13      | B6          | B8      | 〈The Long and Winding Road〉               | 3:57         | 3:47         | (레논-매카트니) 비틀즈 음반 《Let It Be》의 오리지널 버전                                          |
| 14      | B7          | B9      | 〈No More Lonely Nights (playout version)〉 | 5:03         | 4:26         | |
| 15      | –           | –       | 〈Goodnight Princess〉                      | 3:58         | –            | 오리지널 컬럼비아 CD(CK 39613)에서는 이 트랙을 〈Goodnight Lonely Princess〉라고 표기하였다        |

1993 보너스 트랙
| CD 트랙 | 카세트 트랙 | LP 트랙 | 제목                                          | CD 재생 시간 | LP 재생 시간 | 비고 |
| 16      | –           | –       | 〈No More Lonely Nights (extended version)〉  | 8:11         | –            | 〈No More Lonely Nights (special dance edit)〉는 〈No More Lonely Nights (special dance mix)〉라고 잘못 기재되어 있다 |
| 17      | –           | –       | 〈No More Lonely Nights (special dance mix)〉 | 4:21         | –            | 〈No More Lonely Nights (special dance edit)〉는 〈No More Lonely Nights (special dance mix)〉라고 잘못 기재되어 있다 |

## 참여 인원
- 폴 매카트니 – 보컬, 어쿠스틱 기타, 피아노, 전자 하프시코드, 베이스
- 에릭 스튜어트 – 기타, 보컬
- 린다 매카트니 – 키보드, 보컬
- 데이비드 길모어, 스티브 루카서, 에릭 포드, 데이브 에드먼즈, 크리스 스페딩 – 기타
- 팻 홀링, 로리 루이스, 레이먼드 킨리사이드, 토니 길버트 – 바이올린
- 데릭 그로스미스 – 클라리넷, 알토 색소폰
- 에디 몰듀 – 클라리넷, 테너 색소폰
- 빅 애쉬 – 테너 색소폰
- 로니 휴즈, 바비 호이 – 트럼펫 (사교춤)
- 크리스 스미스 – 트롬본 - (사교춤)
- 브래스 앙상블 - 필립 존스 브래스 앙상블 - 그룹 리더 필립 존스 - 리더 트럼팻 - 지미 왓슨
- 제프 브라이언트 – 프랑스 호른
- 조지 마틴 – 피아노
- 게리 버틀러, 트레버 바스토우 – 키보드
- 앤 더들리 – 신시사이저
- 러스 스테이블포드 – 어쿠스틱 베이스 기타
- 허비 플라워, 루이 존스, 존 폴 존스 – 베리스
- 제프 포카로, 데이브 맷트랙스, 링고 스타, 스튜어트 엘리엇, 존 딘 – 드럼
- 조디 린스콧 – 타악기

## 차트
| 차트 (1984)                  | 순위 |
| ---------------------------- | ---- |
| 호주 켄트 뮤직 리포트        | 10   |
| 캐나다 RPM 음반 차트         | 23   |
| 네덜란드 메가 음반 차트      | 24   |
| 이탈리아 음반 차트           | 15   |
| 일본 오리콘 LPs 차트         | 6    |
| 뉴질랜드 음반 차트           | 25   |
| 노르웨이 VG-lista 음반 차트  | 4    |
| 스페인 음반 차트             | 4    |
| 스웨덴 음반 차트             | 9    |
| 영국 음반 차트               | 1    |
| 미국 빌보드 200              | 21   |
| 서독 미디어 컨트롤 음반 차트 | 25   |

| 차트 (1984)        | 순위 |
| ------------------ | ---- |
| 호주 음반 차트     | 85   |
| 캐나다 음반 차트   | 79   |
| 이탈리아 음반 차트 | 75   |
| 일본 음반 차트     | 95   |
| 스페인 음반 차트   | 15   |
| 영국 음반 차트     | 27   |

### 판매량
| 국가                       | 인증     | 판매량/출하량 |
| -------------------------- | -------- | ------------- |
| 일본 (오리콘 차트)         | —        | 164,000       |
| 스페인 (PROMUSICAE)        | 골드     | 50,000^       |
| 영국 (BPI)                 | 플래티넘 | 300,000^      |
| 미국 (RIAA)                | 골드     | 500,000^      |
| ^출하량을 기반으로 한 인증 |          |               |